# Servizio Informazioni Volo
Il Servizio Informazioni Volo (Flight Information Service) o FIS è uno dei servizi del traffico aereo, istituito allo scopo di fornire avvisi e informazioni utili per la sicura ed efficiente condotta dei voli.
Risponde al quarto obiettivo dei servizi del traffico aereo ed è fornito da tutti gli enti ATS a tutti gli aeromobili che potrebbero essere interessati alle informazioni e che:
- usufruiscono del servizio di controllo del traffico aereo
- sono altrimenti noti agli enti ATS

Laddove gli enti ATS forniscono sia il FIS che il servizio di controllo del traffico aereo, la fornitura di quest'ultimo, quando le circostanze lo richiedono, ha la precedenza sulla fornitura del FIS. Al tempo stesso il controllore deve tenere in considerazione il fatto che in particolari situazioni, ad aeromobili in avvicinamento finale, in atterraggio, in decollo e in salita può essere necessario fornire senza ritardo informazioni essenziali diverse da quelle relative alla fornitura del servizio di controllo del traffico aereo.

## Informazioni fornite
Il FIS include la fornitura delle seguenti informazioni:
- SIGMET e AIRMET
- attività vulcanica pre-eruttiva, eruzione vulcanica e nubi di cenere vulcanica
- rilascio nell'atmosfera di materiali radioattivi o sostanze chimico-tossiche
- modifiche nell'efficienza operativa degli aiuti alla navigazione
- cambiamenti nelle condizioni di aeroporto e infrastrutture associate, incluse informazioni sullo stato delle aree di movimento aeroportuali quando interessate da neve, ghiaccio o significative quantità di acqua
- palloni liberi senza equipaggio
- qualsiasi altra informazioni significativa per la sicurezza

Il FIS fornito ai voli deve includere, oltre a quanto previsto sopra:
- condizioni meteorologiche riportate o previste su aeroporti di partenza, destinazione e alternati
- rischi di collisione in riferimento agli aeromobili che operano in spazi aerei di classe E e G
- per aeromobili che volano sopra distese d'acqua, per quanto possibile e se richiesto da un aeromobile, ogni informazione disponibile quali nominativo radio, posizione, rotta vera, velocità e altro su imbarcazioni presenti nell'area

Il FIS fornito ai voli VFR deve includere, oltre alle informazioni riportate sopra, anche la fornitura di informazioni disponibili concernenti le condizioni di traffico e meteorologiche lungo la rotta che probabilmente renderanno impraticabili le operazioni secondo le regole del volo a vista.

## Responsabilità
All'interno di una FIR (regione informazioni volo), il Servizio Informazioni Volo (insieme al servizio di allarme) è fornito da un centro informazioni volo (in inglese, Flight Information Centre, abbreviato in FIC), a meno che la responsabilità per la fornitura dei servizi non sia assegnata ad un altro ente del controllo del traffico aereo (ATC); entro spazi aerei controllati e sugli aeroporti controllati, il Servizio Informazioni Volo è fornito dai pertinenti enti ATC. Su alcuni aerodromi non controllati il FIS viene fornito da un ente AFIS.
La responsabilità di fornire il Servizio Informazioni Volo ad un aeromobile passa normalmente dall'appropriato ente ATS di una FIR all'appropriato ente ATS di una FIR adiacente, all'orario in cui l'aeromobile attraversa il confine comune delle due FIR. Quando è necessario assicurare coordinamento ma i mezzi di comunicazione sono insufficienti, il primo ente ATS deve continuare, per quanto possibile, a fornire il FIS all'aeromobile finché questo abbia stabilito il contatto bilaterale con l'appropriato ente ATS della FIR nella quale sta entrando.
La fornitura del Servizio Informazioni Volo da parte degli enti ATS non esime l'equipaggio di condotta di un aeromobile dalla responsabilità sulle decisioni finali in riferimento a qualsiasi variazione suggerita dal piano di volo.

## Metodi di trasmissione delle informazioni
Le informazioni devono essere trasmesse con uno o più dei seguenti metodi:
- preferibilmente, trasmissione diretta all'aeromobile su iniziativa dell'appropriato ente ATS, con conferma di ricezione;
- trasmissione con chiamata generale a tutti gli aeromobili interessati, senza conferma di ricezione;
- radiodiffusione.